# Manfred Wörner
Manfred Wörner (Stuttgart, 24 de setembre de 1934 - Brussel·les, 13 d'agost de 1994), fou un polític i diplomàtic alemany.
Va ser el ministre de defensa d'Alemanya Occidental entre 1982 i 1988. Des de 1988 i fins a 1994 va ser secretari general de l'OTAN, i estava en el càrrec quan va acabar la Guerra Freda i Alemanya es va reunificar. Quan encara exercia aquest càrrec, va ser diagnosticat de càncer, però va continuar en el càrrec fins als seus darrers dies.